# Шёнбюэль-Агсбах
Шёнбюэль-Агсбах (нем. Schönbühel-Aggsbach) — ярмарочная коммуна (нем. Marktgemeinde) в Австрии, в федеральной земле Нижняя Австрия. 
Входит в состав округа Мельк.  Население составляет 1035 человек (на 31 декабря 2005 года). Занимает площадь 28,33 км². Официальный код  —  31542.

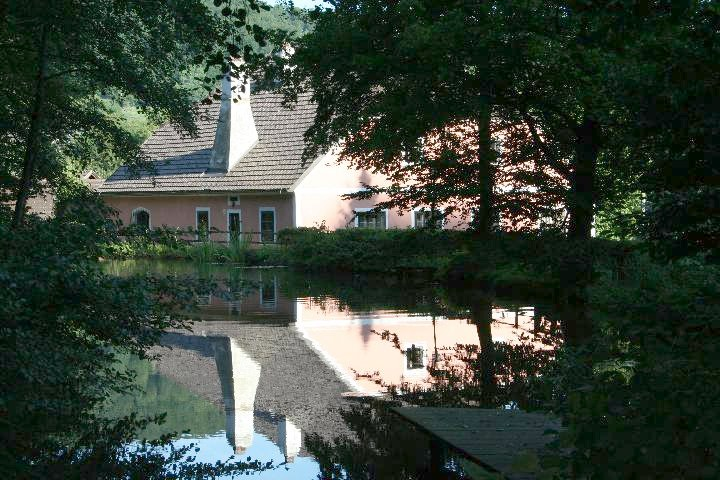
Шёнбюэль-Агсбах

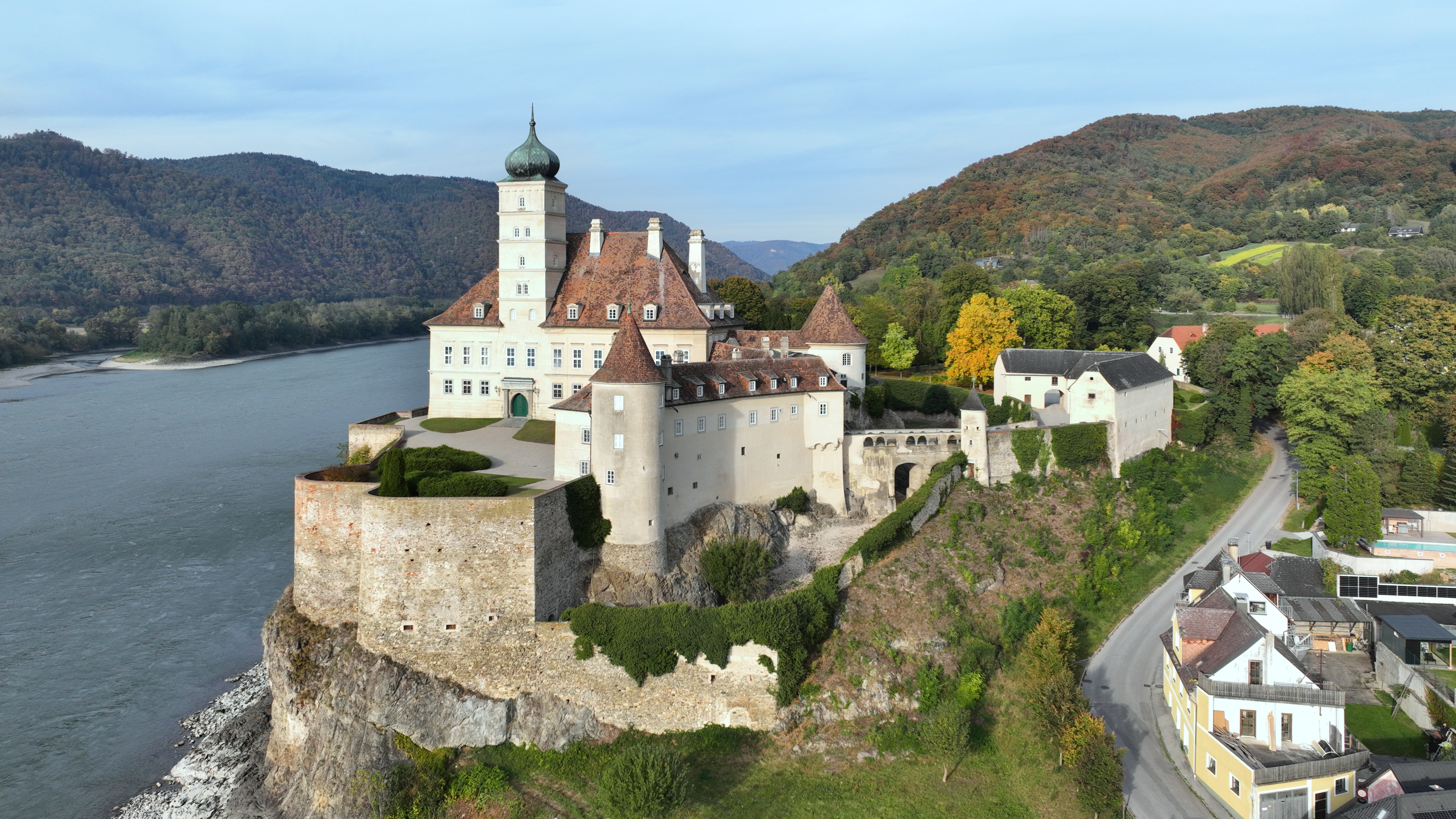
Замок Шёнбюэль

## Политическая ситуация
Бургомистр коммуны — Эрих Рингзайс (АНП) по результатам выборов 2005 года.
Совет представителей коммуны (нем. Gemeinderat) состоит из 19 мест.
- АНП занимает 13 мест.
- СДПА занимает 6 мест.